# Station Hulst
Station Hulst (Hul) was een station aan de spoorlijn Mechelen - Terneuzen. Het station van Hulst was geopend van 27 oktober 1871 tot 18 mei 1952. Tot 1968 vond er nog goederenverkeer plaats. De spoorlijn werd opgebroken in 1984 en het stationsgebouw werd in 1960 gesloopt. Het Stationsplein in Hulst herinnert nog aan het spoorverleden.